# ريد بيترز
ريد بيترز (بالإنجليزية: Red Peters)‏ هو مقدم برامج إذاعية وكاتب أغاني أمريكي، ولد في 11 يوليو 1950 في كوينسي في الولايات المتحدة.

## وصلات خارجية
- ريد بيترز على موقع IMDb (الإنجليزية)
- ريد بيترز على موقع ميوزك برينز (الإنجليزية)
- ريد بيترز على موقع ديسكوغز (الإنجليزية)